# الابان
الابان (به لاتین: Alaban) یک منطقهٔ مسکونی در اندونزی است که در آچه واقع شده‌است.